# Nueva Libertad (Frontera Comalapa)
Nueva Libertad es una localidad del estado mexicano de Chiapas. Es parte del municipio de Frontera Comalapa.

## Demografía
| Gráfica de evolución demográfica |
|                                  |

| Censo | Población |
| ----- | --------- |
| 1930  | 36        |
| 1940  | 291       |
| 1950  | 319       |
| 1960  | 444       |
| 1970  | 530       |
| 1980  | 790       |
| 1990  | 1 024     |
| 2000  | 1 062     |
| 2010  | 1 329     |
| 2020  | 1 392     |